# Corpus Inscriptionum Latinarum
Il Corpus Inscriptionum Latinarum (CIL) è un'opera in più volumi che raccoglie antiche iscrizioni in latino. Si pone come fonte autorevole e universale di documentazione epigrafica relativa ai territori compresi nell'Impero romano. Il CIL, come viene comunemente denominato, raccoglie le iscrizioni latine sino alla caduta dell'Impero romano d'Occidente, di qualsiasi natura (pubblica, sacra, sepolcrale, onoraria, rupestre, graffiti etc.), e su ogni supporto epigrafico (per lo più pietra e bronzo, ma anche terracotta, mosaici, ecc.).

## Storia
Il CIL raccoglie e cataloga tutte le iscrizioni epigrafiche latine dall'intero territorio dell'Impero romano, ordinate geograficamente e secondo una numerazione progressiva per ogni volume. I primi volumi hanno raccolto e pubblicato versioni autorevoli di tutte le iscrizioni precedentemente pubblicate e continua ad essere aggiornato nelle nuove edizioni e nei supplementi.
Fu fondato nel 1847 a Berlino presso l'Accademia delle Scienze allo scopo di pubblicare una collezione organizzata delle iscrizioni latine, che precedentemente erano state descritte frammentariamente da centinaia di eruditi durante i secoli precedenti. Alla guida del comitato costituito allo scopo fu Theodor Mommsen (che scrisse vari volumi sull'Italia).
Gran parte del lavoro implicava ispezioni effettuate di persona nei luoghi e nei monumenti nel tentativo di replicare l'originale nel modo più fedele possibile (autopsia). Nei casi in cui un'iscrizione precedentemente citata fosse irreperibile gli autori provavano ad ottenere una lettura accurata confrontando le versioni dell'iscrizione pubblicata nelle opere di autori precedenti che avevano visto l'originale. Il primo volume è stato pubblicato nel 1863. La lingua dell'opera è il latino.

## Oggi
Il CIL attualmente è costituito da diciassette volumi in circa settanta parti, che registrano circa 180.000 iscrizioni. Tredici volumi supplementari hanno incisioni ed indici speciali. Ben quindici volumi furono pubblicati quando Theodor Mommsen era in vita. 
- Il primo volume, in due sezioni, riguarda le iscrizioni più antiche, fino all'età di Cesare.
- I volumi II - XIV sono divisi geograficamente, secondo le regioni dove le iscrizioni sono state trovate.
- Il volume XV è dedicato interamente alle iscrizioni presenti sull'instrumentum domesticum della città di Roma.
- Il volume XVI è dedicato interamente ai diplomi militari.
- Il volume XVII è interamente dedicato alle pietre miliari.
- È progettato un volume XVIII, che conterrà i "Carmina Latina Epigraphica".

Un Index Numerum: Ein Findbuch zum Corpus Inscriptionum Latinarum in latino è stato pubblicato nel 2004.
A parte gli ultimi fascicoli (ad esempio pars. VIII, del vol. VI dedicato alle iscrizioni urbane), le descrizioni non includono delle foto dell'iscrizione originale, ma una trascrizione che mostra le lettere nel loro formato originale, posizione e la loro interpretazione per la ricostruzione delle abbreviazioni (scioglimento) e delle parole mancanti (integrazione), con la discussione sulle edizioni e sui problemi ad essa collegati. A volte le iscrizioni sono rappresentate in un disegno descrittivo dell'intero supporto epigrafico.
I documenti sono divisi per agro, ovvero secondo il territorio della comunità d'appartenenza antica (colonia, municipio, città libera o foederata etc.), di cui all'inizio di ogni sezione è dedicata una breve, ma efficace presentazione.
La Berlin-Brandenburgische Akademie der Wissenschaften continua ad aggiornare e ristampare il CIL.

## Struttura delCIL
La struttura del Corpus è la seguente (i link rimandano ai volumi disponibili gratuitamente sul sito Arachne del Deutsches Archäologisches Institut):
- I. Inscriptionum latinae antiquissimae ad C. Caesaris mortem. Dedicato all'epigrafia repubblicana, raccoglie, come precisato nel titolo, le iscrizioni latine databili prima dell'assassinio di Cesare. La prima edizione del 1863 curata da Wilhelm Henzen è stata sostituita da una seconda aggiornata (CIL I2) pubblicata a partire dal 1893.
  -  I pars. Fasti consulares ad a. u. c. DCCLXVI. Elogia clarorum virorum. Fasti anni Iuliani., su arachne.uni-koeln.de.
  - II pars.
    -  I fasc. Inscriptiones Latinae antiquissimae., su arachne.uni-koeln.de.
    -  II fasc. Addenda. Nummi. Indices., su arachne.uni-koeln.de.
    - III fasc. Addenda altera. Indices.
    - IV fasc. Addenda tertia. 1: Textus, 2: Tabulae.
- II. Inscriptiones Hispaniae Latinae. Raccoglie le iscrizioni provenienti dalla penisola iberica (Spagna e Portogallo). La prima edizione del 1869 curata da Emil Hübner è in via di sostituzione con una seconda aggiornata (CIL II2) pubblicata a partire dal 1995.
  - V pars. Conventus Astigitanus.
  - VII pars. Conventus Cordubensis.
  - XIV pars. Conventus Tarraconensis.
    - I fasc. Pars meridionalis conventus Tarraconensis. 
    - II fasc. Colonia Iulia urbs triumphalis Tarraco.
    - III fasc. Colonia Iulia urbs triumphalis Tarraco.
- III. Inscriptiones Asiae, provinciarum Europae Graecarum, Illyrici Latinae.
  -  I pars. Inscriptiones Aegypti et Asiae. Inscriptiones provinciarum Europae Graecarum. Inscriptionum Illyrici partes I-V., su arachne.uni-koeln.de.
  -  II pars. Inscriptionum Illyrici partes VI. VII. Res gestae divi Augusti. Edictum Diocletiani de pretiis rerum. Privilegia militum veteranorumque. Instrumenta Dacica., su arachne.uni-koeln.de.
  - Supplementum. Inscriptionum Orientis et Illyrici Latinarum supplementum.
    -  I pars., su arachne.uni-koeln.de.
    -  II pars., su arachne.uni-koeln.de.
- IV. Inscriptiones parietariae Pompeianae, Herculanenses, Stabianae.
  - Supplementum.
    -  I pars. Tabulae ceratae Pompeiis repertae., su arachne.uni-koeln.de.
    -  II pars. Inscriptiones parietariae et vasorum fictilium., su arachne.uni-koeln.de.
    - III pars. Inscriptiones Pompeianae Herculanenses parietariae et vasorum fictilium.
    - IV pars.
      - I fasc. Ad titulos pictos spectantem.
- V. Inscriptiones Galliae Cisalpinae Latinae. Dedicato all'epigrafia dell'Italia settentrionale.
  -  I pars. Inscriptiones regionis Italiae decimae., su arachne.uni-koeln.de.
  -  II pars. Inscriptiones regionum Italiae undecimae et nonae., su arachne.uni-koeln.de.
- VI. Inscriptiones urbis Romae latinae. Dedicato alle iscrizioni urbane (ovverosia pertinenti alla città di Roma, l'Urbs per eccellenza).
  -  I pars. Inscriptiones sacrae. Augustorum, magistratuum, sacerdotum. Latercula et tituli militum., su arachne.uni-koeln.de.
  -  II pars. Monumenta columbariorum. Tituli officialium et artificium. Tituli sepulcrales reliqui: A-Claudius., su arachne.uni-koeln.de.
  -  III pars. Tituli sepulcrales: Claudius-Plotius., su arachne.uni-koeln.de.
  - IV pars.
    -  I fasc. Tituli sepulcrales: Plotia-Zozon. Inscriptiones varii argumenti. Fragmenta., su arachne.uni-koeln.de.
    - II fasc. Additamenta. 
    -  III fasc. Additamentorum auctarium., su arachne.uni-koeln.de.

  -  V pars. Inscriptiones falsae., su arachne.uni-koeln.de.
  - VI pars.
    -  I fasc. Index nominum., su arachne.uni-koeln.de.
    - II fasc. Index cognominum.
    - III fasc. Grammatica quaedam erroresque quadratarii et alias rationes scribendi notabiliores.

  - VII pars. Indices vocabulorum.
    - I fasc. Vocabula. A-C.
    - II fasc. Vocabula. D-F.
    - III fasc. Vocabula. G-M.
    - IV fasc. Vocabula. N-S.
    - V fasc. Vocabula. T-Z. Graeca. Cognomina A-G.
    - VI fasc. Cognomina H-Z. Cognomina acephala. Vocabula acephala.
    - VII fasc. Notae numerorum. Vocabula cum encliticis -que, -st, -ve.

  - VIII pars.
    - I fasc. Titulos et imagines coll. schedasque.
    - II fasc. Titulos imperatorum domusque eorum thesauro schedarum imaginumque.
    - III fasc. Titulos magistratuum populi Romani ordinum senatorii equestrisque thesauro schedarum imaginumque.
- VII. Inscriptiones Britanniae Latinae. Dedicato alle iscrizioni provenienti dal territorio della Gran Bretagna.
- VIII. Inscriptiones Africae Latinae. Dedicato alle iscrizioni provenienti dall'Africa nord-occidentale, dall'odierna Tunisia al Marocco.
  -  I pars. Inscriptiones Africae proconsularis et Numidiae., su arachne.uni-koeln.de.
  -  II pars. Inscriptiones Mauretaniarum., su arachne.uni-koeln.de.
  - Supplementum.
    -  I pars. Inscriptiones Africae proconsularis., su arachne.uni-koeln.de.
    -  II pars. Inscriptiones provinciae Numidiae., su arachne.uni-koeln.de.
    -  III pars. Inscriptiones Mauretaniae. Miliaria et instrumentum domesticum., su arachne.uni-koeln.de.
    -  IV pars. Inscriptiones Africae proconsularis., su arachne.uni-koeln.de.
    - V pars. Indices.
- IX. Inscriptiones Calabriae, Apuliae, Samnii, Sabinorum, Piceni Latinae. Dedicato alle iscrizioni relative al versante adriatico dell'Italia centro-meridionale (regiones augustee II Apulia et Calabria, IV Samnium, V Picenum).
- X. Inscriptiones Bruttiorum, Lucaniae, Campaniae, Siciliae, Sardiniae Latinae. Dedicato alle iscrizioni del settore occidentale dell'Italia meridionale (Campania e regio augustea III Lucania et Bruttii) e delle province romane di Sicilia e Sardinia.
- XI. Inscriptiones Aemiliae, Etruriae, Umbriae Latinae. Dedicato alle iscrizioni dell'Italia centro-settentrionale (regiones augustee VI Umbria, VII Etruria, VIII Aemilia).
  -  I pars. Inscriptiones Aemiliae et Etruriae., su arachne.uni-koeln.de.
  - II pars.
    -  I fasc. Inscriptiones Umbriae, viarum publicarum, instrumenti domestici., su arachne.uni-koeln.de.
    -  II fasc. Addenda ad partes priores et indicum capita tria., su arachne.uni-koeln.de.
- XII. Inscriptiones Galliae Narbonensis Latinae. Dedicato alle iscrizioni della Francia meridionale (Gallia Narbonensis).
- XIII. Inscriptiones trium Galliarum et Germaniarum Latinae. Dedicato alle iscrizioni della Francia centro-settentrionale (Tres Galliae), del Belgio, del Lussemburgo e dei territori occupati della Germania fino al confine lungo il fiume Reno.
  - I pars.
    -  I fasc. Inscriptiones Aquitaniae et Lugudunensis., su arachne.uni-koeln.de.
    -  II fasc. Inscriptiones Belgicae., su arachne.uni-koeln.de.

  - II pars.
    -  I fasc. Inscriptiones Germaniae superioris., su arachne.uni-koeln.de.
    -  II fasc. Inscriptiones Germaniae inferioris. Miliaria Galliarum et Germaniarum., su arachne.uni-koeln.de.

  - III pars.
    -  I fasc. Instrumentum domesticum I., su arachne.uni-koeln.de.
    -  II fasc. Instrumentum domesticum II., su arachne.uni-koeln.de.

  -  IV pars. Addenda ad partes primam et secundam., su arachne.uni-koeln.de.
  - V pars. Indices.
  -  VI pars. Signacula publice laterculis impressa., su arachne.uni-koeln.de.
- XIV. Inscriptiones Latii veteris Latinae. Dedicato alle epigrafi del Latium vetus, inclusi i centri di Ostia e Portus.
  - Supplementum.
    -  I fasc. Supplementum Ostiense., su arachne.uni-koeln.de.
    -  II fasc. Indices topographicos., su arachne.uni-koeln.de.
- XV. Inscriptiones urbis Romae Latinae. Instrumentum domesticum.
  -  I pars., su arachne.uni-koeln.de.
  -  II pars., su arachne.uni-koeln.de.
- XVI. Diplomata militaria.
  - Supplementum.
- XVII. Miliaria imperii Romani. Dedicato alle pietre miliari.
  - II pars. Miliaria provinciarum Narbonensis Galliarum Germaniarum.
  - IV pars. Illyricum et provinciae Europae Graecae.
    - I fasc. Miliaria provinciarum Raetiae et Norici.
    - II fasc. Miliaria provinciae Dalmatiae.